# O Separatista
O Separatista foi um jornal de tendência independentista paulista que circulou no estado de São Paulo em 1932, às vésperas da Revolução Constitucionalista de 1932. Teve apenas três números: os publicados em janeiro, abril e junho daquele ano. Fundado por Rubens Borba de Moraes, contava com a colaboração de Alfredo Ellis Júnior e Agenor Machado. Era impresso na Tipografia Ferraz, à noite, depois da saída dos empregados, e distribuído de porta em porta por estudantes.

## História

### Primeira edição
O jornal defendia com intensidade a luta separatista do povo paulista: 
"O separatismo paulista não é um ideal novo. Sempre existiu. Se hoje, porém, a vontade de separar São Paulo desse Brasil tropical é uma ideia triunfante que se apoderou da maioria dos paulistas, é porque mais que nunca sentimos quanto nos custa esse peso morto, quanto ele nos embaraça, quanto ele é diferente de nós, quanto ele nos odeia... A separação de São Paulo do Brasil é uma fatalidade histórica. Mais, é uma fatalidade econômica."
Nesse mesmo editorial o anonimato dos editores era justificado nos seguintes termos: 
"Não é por covardia que agimos anonimamente. É por inteligência... Aqueles que quiserem ajudar O Separatista que façam propaganda de nossos ideais, que tenham coragem de ser separatistas e paulistas. É muito."

#### Economia paulista
O movimento separatista fundamentava-se no alto custo econômico para São Paulo do fato de ser parte integrante do Brasil: sempre foi o estado que mais contribuiu para os fundos públicos. O artigo "O pagador geral" defendia essa tese, arrematando que não havia nenhuma vantagem "de São Paulo pertencer ao Brasil. Ele é que arca com os deficits de todos os outros estados, sem reservar antes as parcelas para o bom desenvolvimento dos seus públicos."

O potencial econômico paulista, prejudicado pelo ônus representado pelos demais estados, especialmente os do Norte e Nordeste do Brasil, era reafirmado com insistência. O artigo "O que é um país" assim colocava a questão: "Se a língua fosse razão única para formar um país, a Alemanha e a Áustria (países fronteiriços cujos usam a língua alemã) não seriam separadas. A América espanhola seria uma república única. Porque no Amazonas se fala também português isto não obriga São Paulo a colocar-se sob a mesma bandeira que os amazonenses. O que determina a nossa nacionalidade é o nosso problema econômico e não a nossa raça ou língua. O mais arraigado brasileirista não terá nunca a coragem de sustentar que São Paulo e Brasil têm o mesmo problema econômico." A nacionalidade era assim questionada:
"O Amazonas ainda está na fase de caça e pesca; o Piauí e o Rio Grande do Sul etc. são estados agrícolas e São Paulo já penetra na fase industrial... São Paulo tem pois interesses antagônicos aos dos demais estados do país, que têm grande importação... Com essa miscigenação no Brasil verifica-se que não há nacionalidade brasileira, que não existe um povo "brasileiro", e sim povo mineiro, povo paulista, povo rio-grandense etc. Como querem fazer desses povos uma [única] nacionalidade?"

### Segunda edição
O segundo número do jornal, editado em abril de 1932, teve ampla circulação. Isso ocorreu, segundo Paulo Nogueira Filho, por dois motivos: pela existência em São Paulo de uma consciência separatista e pelo fato de o jornal defender posição contrária à negociação entre a Frente Única Paulista, formada pelo Partido Democrático e o Partido Republicano Paulista, e o "ditador gorduchinho" (referência a Getúlio Vargas). Nesse número o radicalismo da linha editorial do jornal se acentuou. O Brasil era visto como "outro país": 
"O grande país vizinho, o Brasil, está atravessando uma crise política da maior gravidade... governado por uma ditadura ridícula e sem prestígio. O Brasil está passando pelos últimos momentos de vida... Deixemos morrer em paz esse país amigo. Ele está condenado. Na hora saberemos bradar às armas!"
Nesse mesmo número a posição contra a migração em massa de pessoas do norte e nordeste do Brasil para São Paulo era assumida sem rodeios: 
"Qual a resolução do famoso problema do Norte [do Brasil]? Fazer imigrar em massa os bárbaros! Essa é a solução que achou o governo brasileiro. Interventor paulista telegrafou oferecendo São Paulo aos nortistas! Não bastam então aqueles que para cá já imigraram com empregos públicos?"

### Terceira edição
Em junho de 1932 circulou a terceira e última edição do jornal. Os cargos administrativos, segundo o expediente, eram ocupados por veneradas figuras da história paulista: diretor, Fernão Dias Pais Leme; redator-chefe, Antônio Raposo Tavares; secretário-geral, capitão Luís Pedroso de Barros, e no corpo de redatores, capitão Manuel Preto, Manuel de Borba Gato, Diogo Antônio Feijó e mais dezenas de nomes. O editorial desse terceiro número afirmava que "o sucesso formidável do nosso segundo número fez-nos apressar o terceiro. Foi um acontecimento verdadeiramente notável.. A edição de milhares de exemplares desapareceu em um relâmpago... é que, para o sentimento crescente de paulistanos, havia necessidade de um desabafo confortador, que o povo, em vão, tem buscado nos comícios e nas mais manifestações que se sucedem".
Não obstante, tanto no editorial como nos artigos que compunham essa edição podia-se notar que o radicalismo ostensivo e ofensivo em relação ao Brasil e demais estados da Federação fora amenizado, diluindo-se o tom ousado e duro. Mas o alvo privilegiado das críticas de O Separatista continuou sendo os revolucionários de outubro de 1930: 
"Em 1930 os estados de Minas Gerais e do Rio Grande do Sul, além do da Paraíba, sob o pretexto de conquistar a observância de princípios liberais, assaltaram São Paulo."
Da mesma forma, tinha prosseguimento a campanha separatista fundada no prejuízo econômico de São Paulo, proveniente de sua vinculação ao resto do Brasil. Apesar de declarar que não tinha procuração para defender os interesses dos industriais paulistas, o artigo "Indústrias protegidas," apresentava o balanço da Companhia Antarctica Paulista e demonstrava que só ela contribuía com 20/21 de sua receita para a Federação: 
"Vale a pena essa e outras indústrias paulistas continuarem a trabalhar e produzir nessas condições? É doloroso, é irritante que uma indústria paulista tenha de dividir os seus lucros em 21 quinhões, para destes ter de dar 20 ao governo do Rio de Janeiro e... ficar com 1/21 para correr os riscos do comércio!"

## Extinção
No precipitar dos acontecimentos da Revolução Constitucionalista O Separatista deixou de circular. Isso aconteceu em junho de 1932, como afirma Paulo Nogueira Filho. Esclarece o fundador, Rubens Borba de Morais, em anotações apenas aos originais, que "a Revolução de 1932 e nosso alistamento no Batalhão da Liga de Defesa Paulista fez cessar a publicação".